# Младенов, Пётр
Пётр То́шев Младе́нов (болг. Петър Тошев Младенов; 22 августа 1936, Урбабинци, Болгария — 31 мая 2000, София, Болгария) — болгарский политический, государственный и партийный деятель от Болгарской коммунистической партии (БКП, с апреля 1990 года Болгарская социалистическая партия, БСП). Министр иностранных дел Болгарии в 1971—1989 годах. Последний председатель Государственного Совета Болгарии (1989—1990), первый президент Болгарии (1990).

## Биография
Родился в крестьянской семье в селе Урбабинци, Видинско, в 1936 году. Его отец, Тошо Младенов, был партизаном, заместителем командира партизанского отряда «Георги Бенковски», погиб в бою в 1944 году. Мать, Стойна Герговска, скончалась в 2006 году.
Член Димитровского коммунистического молодёжного союза (ДКМС) с 1949 года. Окончил военное Суворовское училище в Софии в 1954 году, после чего учился на философском факультете в Софийском университете. Окончил МГИМО по специальности «Международные отношения» в 1963 году.
После возвращения в Болгарию работал первым секретарем окружного комитета ДКМС в Видине (1963—1966), затем секретарем ЦК ДКМС (1966—1969), был первым секретарем окружного комитета БКП в Видине (1969—1971). Член БКП с 1964 года, член ЦК БКП с 1971 года, с 1974 кандидат, с 1977 — член политбюро ЦК БКП.
В 1971 году в возрасте 35 лет стал министром иностранных дел и оставался на этом посту в течение четырёх правительств, вплоть до 1989 года. Является самым долгодействовавшим министром иностранных дел Болгарии.
Был народным представителем в VI (1971—1976), VII (1976—1981), VIII (1981—1986) и IX (1986—1990) Народном собраниях.
24 октября 1989 года подал в отставку после резкого телефонного разговора с главой партии и страны Тодором Живковым (по поводу назначенной встречи с послом США, которую Т. Живков посчитал ненужной). В сопроводительном письме в Политбюро П. Младенов назвал отношение Живкова к нему причиной своей отставки и обвинил его «[в том, что он] привёл страну к глубокому экономическому, финансовому и политическому кризису».
После отстранения Т. Живкова от руководства БКП 10 ноября 1989 года был избран генеральным секретарём ЦК БКП (при одном голосе против) и был на этом посту до переименования партии в БСП в апреле 1990 года. На XIV внеочередном съезде БКП в феврале 1990 избран членом Высшего партийного совета БКП. 17 декабря 1989 года сменил Т. Живкова на посту председателя Государственного Совета.
После изменений в конституции 3 апреля 1990 года Государственный Совет был расформирован, и П. Младенов был избран председателем (президентом) Болгарии. Летом того же года разгорелись массовые протесты оппозиции из-за утечки аудиозаписи, на которой его голос говорил (в связи с демонстрацией оппозиции в декабре 1989 г.): «Лучше бы пришли танки». Сам Младенов отрицал подлинность записи до своей смерти. В результате последовавших студенческих протестов оставил пост президента и полностью ушёл из политики.
Владел русским и французским языками.
Скончался 31 мая 2000 года в результате длительного сердечного заболевания. По распоряжению действовавшего на тот момент президента Петра Стоянова, Младенов был похоронен с государственными почестями как бывший глава государства.

## Семья
Был женат (с 1964 г.) на историке и журналистке Гале Младеновой. У них одна дочь, Татьяна Младенова, юрист, у которой 4 ребёнка — Александра, Пётр, Мартин и Татьяна.